# Archibald Campbell, I marqués de Argyll
Archibald Campbell, I marqués de Argyll, VIII conde de Argyll, jefe del Clan Campbell, (marzo de 1607 - 27 de mayo de 1661) fue un político y aristócrata escocés. Cabeza de facto del gobierno de Escocia durante la mayor parte de las Guerras de los Tres Reinos en las décadas de 1640 y 1650, fue una figura importante dentro del movimiento Covenanter que luchaba para mantener el Presbiterianismo frente a los intentos de los Estuardo de imponer un régimen anglicano. Se le recuerda a menudo como el principal adversario del general James Graham, marqués de Montrose.

## Primeros años
Era el primogénito de Archibald Campbell, VII conde de Argyll, y su primera mujer Agnes Douglas hija de William Douglas, conde de Morton, y fue educado en la Universidad de Saint Andrews, donde se matriculó el 15 de enero de 1622. Ya desde muy joven, comoLord Lorne, recibió la posesión de las propiedades de los Argyll cuando su padre renunció al Protestantismo y tomó las armas en favor de Felipe III de España; y ejerció una autoridad casi absoluta sobre los casi 20.000 integrantes del Clan Campbell, lo que le convertía, según Baillie, "en el más poderoso súbdito del reino de lejos".
Se dice que Argyll estaba por encima de la estatura media, pero que era de complexión ligera. Tenía el cabello rojizo, oscurecido con el tiempo – entre los Highlanders era a menudo llamado "red Argyll"– y un pronunciado estrabismo. Sus contemporáneos decían que era encantador y persuasivo, pese a que ya desde muy joven había desarrollado el hábito de abandonar abruptamente la habitación si una conversación tomaba un curso que no le gustaba. Clarendon decía que "su ingenio era fértil, y su humor alegre y agradable, excepto cuando no le gustaba la compañía o la discusión".

## Movimiento covenanter

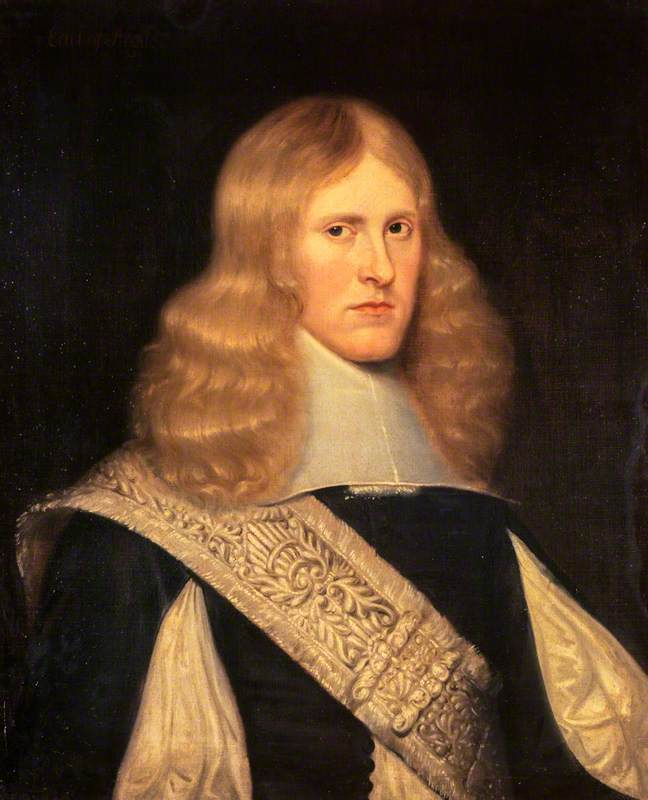
Retrato tradicionalmente identificado como del IX conde, pero posteriormente confirmado como del VIII conde en su juventud (Consultas y Notas escocesas, v11, pp. 5–6). Su biógrafo John Willcock creía que su matrimonio tuvo lugar en 1626.

En el estallido de las disputas religiosas entre el rey y Escocia en 1637, el apoyo de Lord Lorne fue intensamente buscado por Carlos I. Fue hecho miembro del Consejo Privado en 1628. En 1638, el rey le convocó a Londres, junto a los condes de Traquair y Roxburgh, pero rechazó asistir y advirtió a Carlos sobre su despotismo eclesiástico, mostrando gran hostilidad hacia William Laud. En consecuencia, se encomendó secretamente a Randal MacDonnell, Conde de Antrim invadir Argyll y rebelar a los MacDonald contra los Campbell. Argyll, que había heredado el título a la muerte de su padre en 1638, no mostraba al principio especial preferencia por el Presbiterianismo, pero apoyó sin dudar a los Covenanters en defensa de la religión nacional y de las libertades. Argyll continuó asistiendo a las reuniones de la Asamblea General de la Iglesia de Escocia después de su disolución por el Marqués de Hamilton, cuando el episcopado fue estuvo abolido. En 1639, envíó una declaración a Laud, y posteriormente al rey, defendiendo las acciones de la Asamblea General.

Argyll reclutó un cuerpo de tropas y capturó el castillo de Hamilton en Brodick en Arran. Tras la pacificación de Berwick-a-Tweed, presentó una moción en contra de James Graham, marqués de Montrose, por la que los estados se aseguraban la elección de los Lores de los artículos, que anteriormente eran nombrados por el rey. Esto era un cambio fundamental en la constitución escocesa, por la que la administración de los asuntos públicos era confiada a un cuerpo representativo y retirada del control de la corona.
El rey intentó sin éxito retirar a Argyll de su cargo como justiciar de Argyll falló, y en la prórroga del parlamento por Carlos, en mayo de 1640, Argyll promovió que el gobierno y la seguridad del reino fueran asegurados por un comité de los Estados. En junio, recibió la Comisión de fuego y espada contra los realistas en Atholl y Angus, la cual, después de conseguir entrampar a John Murray, Conde de Atholl,  se completó enteramente.
Fue durante este episodio cuando se produjo el incendio de Bonnie Hoose o' Airlie. En esta época, la aversión personal y las diferencias de opinión entre Montrose y Argyll provocaron una ruptura total. El primero preparó una acusación parlamentaria de alta traición a Argyll aprovechando la visita de Carlos a Escocia. El complot, no obstante, fue descubierto y Montrose, entre otros, fue encarcelado. Por tanto, cuando el rey llegó, se encontró privado de influencia y autoridad. Carlos sólo pudo hacer concesiones.  Transfirió el control sobre nombramientos judiciales y políticos al parlamento, creando marqués a Argyll en 1641, y regresó a Londres, habiendo hecho, en palabras de Clarendon, hizo una acción perfecta de regalo de aquel reino. Entretanto, se produjo un intento infructuoso para secuestrar a Argyll, Hamilton, y Lanark, conocido como El Incidente. Argyll jugó un papel esencial durante esta crisis al mantener al partido nacional fiel a lo que para él era la causa común, y al velar porque se cumpliera la alianza con el Parlamento Largo en 1643.

## Inglés y Guerras Civiles escocesas
En enero de 1644, acompañó el ejército escocés a Inglaterra como miembro del Comité de Ambos Reinos y a la cabeza de una tropa de caballería, pero tuvo que regresar a Escocia en marzo para enfrentarse a los Realistas en la Guerra Civil escocesa y para defender sus propios territorios. Forzó a Huntly a retroceder en abril y en julio avanzó para hostigar a las tropas irlandesas desembarcadas en Argyll, que luchaban conjuntamente con Montrose, que lideraba las fuerzas Realistas en Escocia. Ningún general logró una ventaja decisiva sobre el otro, ni siquiera en trabar batalla. Argyll regresó a Edimburgo, abandonó su comisión, y se retiró a Inveraray . Montrose le siguió inesperadamente en diciembre, obligándole a huir a Roseneath, y devastando sus territorios. El 2 de febrero de 1645, mientras perseguía a Montrose hacia el norte, Argyll fue sorprendido por él en Inverlochy. Desde una barcaza en el lago tuvo que presenciar la masacre de sus hombres, 1.500 de los cuales eran Campbell. Llegó a Edimburgo el 12 de febrero y presenció la gran victoria de Montrose el 15 de agosto en Kilsyth, desde donde huyó a  Newcastle. 
En 1646, fue enviado a negociar con el rey enNewcastle después de su rendición al ejército escocés, cuando intentó moderar las demandas del parlamento y al mismo tiempo persuadir el rey para aceptarlas. El 7 de julio de 1646, fue nombrado miembro de la Asamblea de Westminster.
Hasta este punto, Argyll había sido logrado numerosos éxitos en política. Las libertades nacionales y la religión de Escocia habían sido defendidas y garantizadas, y el poder del rey en Escocia se redujo a una mera sombra. Además, estos privilegios se habían asegurado aún más gracias a la alianza con la oposición inglesa, y al triunfo del Parlamento y de Presbiterianismo en el reino vecino. Pero la influencia de Argyll no iba a sobrevivir a la ruptura de la alianza entre las dos naciones en la que se basaba su política. Se opuso en vano a la firma del Compromiso, concluido en diciembre de 1647, entre Carlos I y los escoceses contra el Parlamento inglés. James, el duque de Hamilton envió un ejército Engager (defensor del Compromiso) ejército que marchó a Inglaterra y fue derrotado por Cromwell en Preston en agosto del año siguiente. Argyll, después de escapar por poco de un ataque sorpresa en la Batalla de Stirling en septiembre de 1648, se unió a los Whiggamores, un grupo de Covenanters en Edimburgo; y, apoyado por John Campbell, conde de Loudoun y Alexander Leslie, conde de Leven,  estableció un nuevo gobierno, que dio la bienvenida a Oliver Cromwell a su llegada allí el 4 de octubre de 1648.

## Guerra con el Parlamento inglés y ruina personal

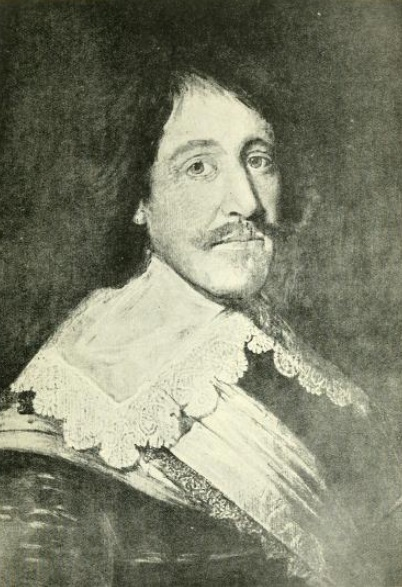
Fotografía de un retrato ahora perdido de c.1644, atribuido a George Jamesone, de Archibald Campbell, Marqués de Argyll, anteriormente en Castle Campbell. La pintura, redescubierta en un cottage en c.1870, fue destruida en 1877 durante un incendio en Inveraray Castle.

Esta alianza, sin embargo, fue totalmente destruida por la ejecución de Carlos I el 30 de enero de 1649, lo que provocó un horror general en Escocia. En la serie de eventos que siguieron, Argyll perdió el control de la política nacional. Se describe a sí mismo en esta época como "un hombre distraído... en una época distraída" cuyos "remedios... tenían el resultado contrario".
Argyll apoyó la invitación de los Covenanters a Carlos II para desembarcar en Escocia, y vio al capturado Montrose, atado en una carreta hacia su ejecución en Edimburgo. Cuando Carlos II llegó a Escocia, habiendo firmado el Covenant y repudiado a Montrose, Argyll quedó al frente de la administración. Después de la derrota de Dunbar, Carlos mantuvo su apoyo por la promesa de un ducado y la Jarretera, y Argyll intentó casar al rey con su hija, Lady Anne. El 1 de enero de 1651, colocó la corona en la cabeza de Carlos en Scone. Pero su poder ahora había pasado al partido hamiltoniano.
Argyll se opuso fuertemente, pero fue incapaz de impedir la expedición a Inglaterra. Tras la posterior reducción de Escocia, después de permanecer en Inveraray Castle durante casi un año, fue finalmente sorprendido en agosto de 1652 y entregado a laCommonwealth. Su ruina fue entonces completa. Su política había fallado, su poder había desaparecido.  Estaba totalmente endeudado, y su enfrentamiento con su hijo y heredero Archibald era tal que tuvo que pedir una guarnición en su casa para protegerse.

## Vida posterior y escritos

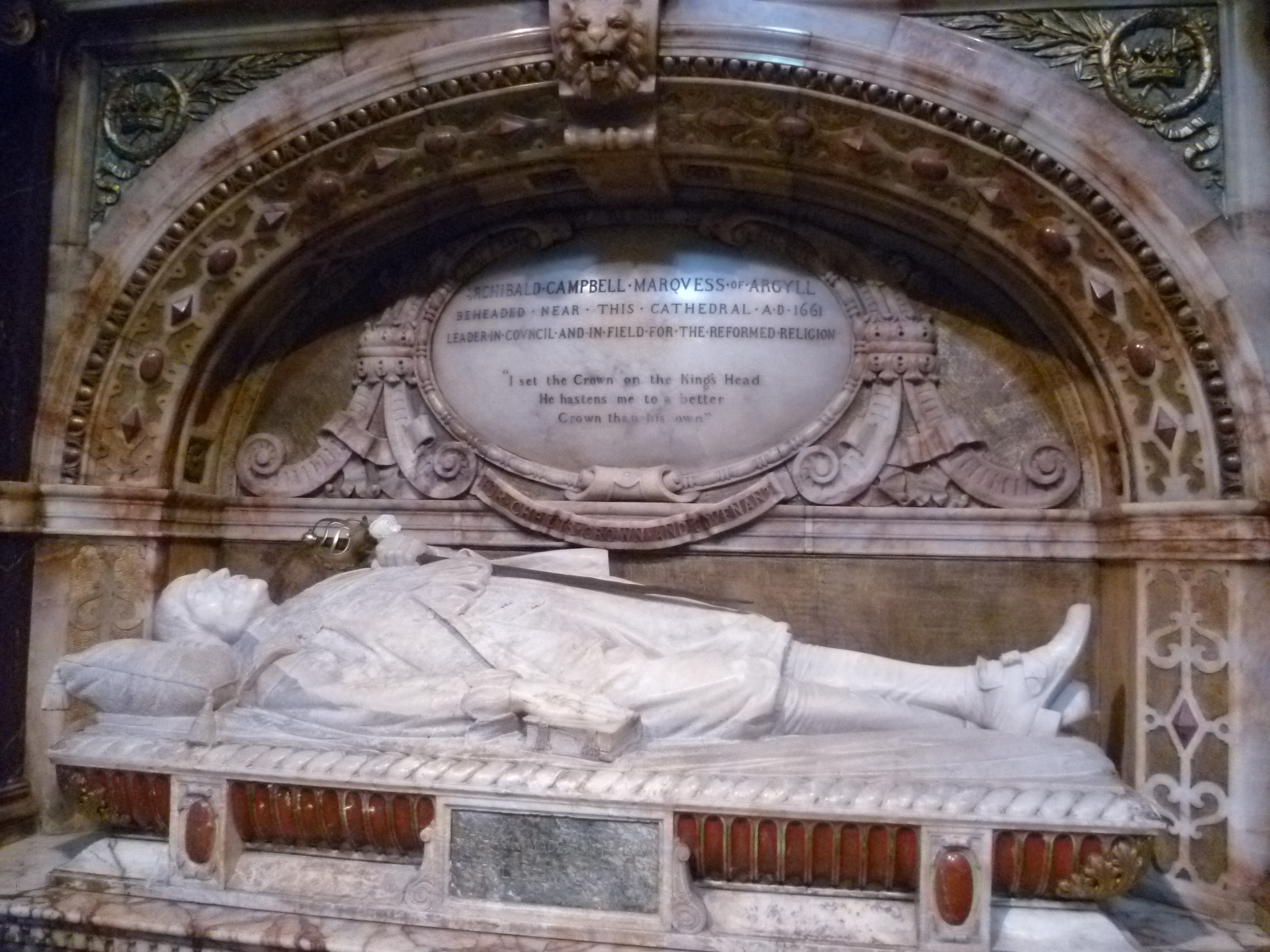
Memorial de Argyll en St. Giles Kirk, Edimburgo

Durante su visita a Monck en Dalkeith en 1654 para quejarse por este, Argyll recibió el insulto de sus acreedores, y durante una visita a Londres en septiembre de 1655 para recuperar el dinero que le adeudaba el Parlamento escocés, fue arrestado por moroso, aunque liberado al poco tiempo. Durante el Parlamento de Richard Cromwell en 1659, Argyll se sentó como miembro de Aberdeenshire.
Durante la Restauración, Argyll se presentó en Whitehall, pero fue inmediatamente arrestado por orden de Carlos II y alojado en la Torre de Londres (1660), siendo enviado a Edimburgo para ser juzgado por alta traición. Fue acusado de complicidad en la muerte de Carlos I, y parecía inminente que se iba a librar de todos los cargos, pero la aparición de un paquete de las cartas escritas por Argyll a Monck demostraron su colaboración con el gobierno de Cromwell, particularmente en la supresión del levantamiento realista de Glencairn en 1652. Fue inmediatamente sentenciado a muerte, y su ejecución por decapitación tuvo lugar el 27 de mayo de 1661, antes incluso de que el rey firmara su sentencia de muerte. Su cabeza fue clavada en la misma pica en la que había estado la de Montrose en el extremo oeste del Tolbooth, y su cuerpo fue enterrado en la iglesia parroquial de Kilmun la iglesia Parroquial cerca de Holy Loch, donde también se depositó la cabeza en 1664. Se levantó un monumento en su memoria en la Iglesia de St Giles en Edimburgo en 1895.

## Trabajos
Durante su estancia en la Torre escribió Instructions to a Son (1661). Algunos de sus discursos, incluyendo el pronunciado en el patíbulo, fueron publicados y están impresos en el Harleian Miscellany.

## Familia
Argyll se casó con Lady Margaret Douglas, segunda hija de William Douglas, conde de Morton, con la que tuvo dos hijos, el mayor de los cuales, Archibald, le sucedió como IX conde, y cuatro hijas.